# Прибилівська сільська рада
| Прибилівська сільська рада — колишній орган місцевого самоврядування у Тлумацькому районі Івано-Франківської області з адміністративним центром у с. Прибилів. Утворена 9 липня 1991 року. 14.09.2016 увійшла у Тлумацьку ОТГ. Сільській раді підпорядковані населені пункти: - с. Прибилів |

## Склад ради
Рада складається з 16 депутатів та голови.

### Керівний склад ради
| ПІБ                           | Основні відомості                                                                             | Дата обрання | Дата звільнення |
| ----------------------------- | --------------------------------------------------------------------------------------------- | ------------ | --------------- |
| Борецький Григорій Степанович | Сільський голова, 1950 року народження, освіта, член Всеукраїнського об'єднання «Батьківщина» | 26.03.2006   | 31.10.2010      |
| Босечко Володимир Миронович   | Сільський голова, 1975 року народження, освіта середня спеціальна, безпартійний               | 31.10.2010   |                 |

Примітка: таблиця складена за даними джерела